# Satsuki Eda

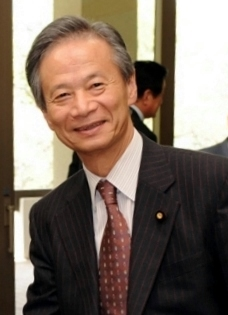
Satsuki Eda 2008

Satsuki Eda (japanisch 江田 五月, Eda Satsuki; * 22. Mai 1941 in Nagaoka, Saiden, Jōtō-gun (heute: Nagaoka, Naka-ku, Okayama), Präfektur Okayama; † 28. Juli 2021 in Okayama) war ein japanischer Politiker (Shakai shimin rengō („Sozialistischer Bürgerbund“)→Shakaiminshu rengō („Sozialdemokratischer Bund“)→Nihon Shintō („Neue Japan-Partei“)→Shinshintō („Neue Fortschrittspartei“)→parteilos→Minshutō („Demokratische Partei“)→Minshintō („Demokratische Fortschrittspartei“)). Von 1977 bis 2016 war er mit nur zwei Unterbrechungen Mitglied im Nationalparlament, zuletzt ab 1998 für seine Heimatpräfektur Okayama im Oberhaus, dem er von 2007 bis 2010 als Präsident vorsaß. Im Anti-LDP-Koalitionskabinett Hosokawa 1993–1994 und erneut im Kabinett Kan 2011 war Eda Minister.

## Leben
Eda, der Sohn des Abgeordneten Saburō Eda, studierte an der rechtswissenschaftlichen Fakultät der Universität Tokio und war danach Assistenzrichter (hanjiho) an den Bezirksgerichten Tokio, Chiba und Yokohama. 1977 übernahm er den Vorsitz des Shakai Shimin Rengō („Sozialistischer Bürgerbund“), den sein Vater nach seinem Austritt aus der Sozialistischen Partei Japans (SPJ) begründet hatte. Als Kandidat des „Bürgerbundes“ wurde er bei der Wahl 1977 im landesweiten Wahlkreis erstmals ins Oberhaus gewählt. 1983 wurde Eda für den Fünfmandatswahlkreis Okayama 1 ins Unterhaus gewählt, dem er bis 1996 angehörte. 1985 übernahm Eda den Parteivorsitz des Shakai Minshu Rengō („Sozialdemokratischer Bund“), der 1978 aus dem Zusammenschluss seiner Partei mit dem Shakai Club („Sozialistischer Klub“) von Hideo Den (ehemals SPJ) hervorgegangen war. 1993 bis 1994 war Eda Staatsminister für Wissenschaft und Technologie im Kabinett von Morihiro Hosokawa. 1996 kandidierte er mit Unterstützung der Neuen Fortschrittspartei für das Gouverneursamt in der Präfektur Okayama, unterlag aber knapp Masahiro Ishii.
Eda wurde 1998 als Kandidat der Demokratischen Partei für die Präfektur Okayama wieder in das Oberhaus gewählt, 2004 und 2010 bestätigt. Nachdem seine Partei bei den Oberhauswahlen 2007 die Mehrheit der Sitze erzielt hatte, wurde er am 7. August zum Präsidenten des Oberhauses gewählt. Eda war damit nicht nur das erste Mitglied seiner Partei auf diesem Posten, sondern auch seit 1956 der erste Präsident des Oberhauses, der nicht der Liberaldemokratischen Partei angehörte.
2011 berief Premierminister Naoto Kan Eda als Justizminister in sein umgebildetes Kabinett, im Juni übernahm er zusätzlich das Umweltministerium. Beide Posten hielt er bis zur Ernennung des Kabinetts Noda am 2. September 2011 inne.
2016 wurde ihm der Orden der Paulownienblüte und der Ordem de Timor-Leste verliehen.
Er starb am 28. Juli 2021 im Alter von 80 Jahren in einem Krankenhaus in Okayama.